# 海莲
海莲（学名：Bruguiera sexangula），为红树科木榄属下的一个植物种。